# Wiener Stadtwerke
Wiener Stadtwerke Holding AG er et holdingselskab for forskellige offentlige selskaber i Østrigs hovedstad Wien. Selskabet blev dannet den 1. januar 1999, da Wiener Stadtwerke blev udskilt fra Wiens kommunalforvaltning. Byen Wien er dog eneaktionær i selskabet, og selskabet er ikke børsnoteret. Der ansat omkring 14.300 medarbejdere i selskabet, der har en samlet omsætning på knap 2,4 mia Euro.
Nogle af de vigtigste selskaber i Wiener Stadtwerke er:
- Wien Energie GmbH
  - Wienstrom Gmbh
  - Wien Energie Stromnetz GmbH
  - Wien Energi Gasnetz GmbH
  - Fernwärme Wien GmbH
  - Energiecomforte Energi- und Gebäudemanagement GmbH
- Wiener Linien GmbH
  - Wiener Linien Verkehrsprojekte GmbH
  - AG der Wiener Lokalbahnen
- Wiener Linien GmbH & Co KG
- Bestattung Wien GmbH
- BMG Wiener Stadtwerke Beteiligungsmanagement GmbH